# Кубок світу з біатлону 2015—2016, естафета, жінки
Змагання заліку жіночих естафет в програмі Кубку світу з біатлону 2015-20156 розпочалися 13 грудня 2015 року на другому етапі в австрійському Гохфільцені й завершилися 12 березня 2015 року на Чемпіонат світу з біатлону 2016 у норвезькому Осло. За підсумками сезону 2013-2014 свій титул найкращої естафетної команди відстоюватиме збірна Чехії.

## Формат
В естафеті від кожної команди змагаються чотири біатлоністки, кожна з яких пробігає три кола загальною довжиною 6 км, виконуючи дві стрільби з положення лежачи й стоячи. На кожній стрільбі біатлоністка повинна влучити в п'ять мішеней. Для цього вона має 8 патронів, але спочатку в магазині тільки п'ять, додаткові патрони спортсменка повинна заряджати по одному. За кожну нерозбиту мішень біатлоністка повинна пробігти штрафне коло, завдовжки 150 м. Гонка проводиться із загальним стартом. Першу стрільбу першого етапу біатлоністки повинні виконувати на установках, визначених їхнім стартовим номером. Надалі біатлоністки виконують стрільбу з установки, яка відповідає поточному місцю в гонці.

## Призери сезону 2014–15
| Медаль  | Країна    | Очки |
| ------- | --------- | ---- |
| Золото: | Чехія     | 316  |
| Срібло: | Німеччина | 302  |
| Бронза: | Франція   | 266  |

## Переможці та призери
| Етап:                                                                 | Золото:                                                                    | Час                                                       | Срібло:                                                                        | Час                                                       | Бронза:                                                                          | Час                                                       |
| Гохфільцен                                                            | Італія Ліза Віттоцці Карін Обергофер Федеріка Санфіліппо Доротея Вірер     | 1:05:32.6 (0+0) (0+0) (0+0) (0+1) (0+3) (0+2) (0+1) (0+1) | Німеччина Франціска Гільдебранд Марен Гаммершмідт Ванесса Гінц Франциска Пройс | 1:05:32.8 (0+0) (0+2) (0+1) (0+1) (0+0) (0+1) (0+1) (0+1) | Україна Юлія Джима Ольга Абрамова Валя Семеренко Олена Підгрушна                 | 1:05:45.7 (0+1) (0+0) (0+1) (0+2) (0+2) (0+1)             |
| Рупольдинг                                                            | Україна Ірина Варвинець Юлія Джима Валя Семеренко Олена Підгрушна          | 1:16:14.2 (0+0) (0+0) (1+3) (0+1) (0+0) (0+0)             | Німеччина Каролін Горхлер Міріам Гесснер Марен Гаммершмідт Лаура Дальмаєр      | 1:16:15.4 (0+1) (0+1) (2+3) (0+2) (0+2) (0+1) (0+0) (0+1) | Італія Ліза Віттоцці Карін Обергофер Алексія Рунггальдьєр Доротея Вірер          | 1:16:58.0 (0+1) (0+2) (0+0) (0+3) (0+1) (0+2) (0+0) (0+1) |
| Антерсельва Протокол [Архівовано 27 січня 2016 у Wayback Machine.]    | Франція Жустін Бреза Анаїс Бескон Анаїс Шевальє Марі Дорен-Абер            | 1:07:53.5 (0+2) (0+1) (0+1) (0+3) (0+0) (0+1) (0+0) (0+0) | Чехія Ева Пускарчикова Луціє Харватова Габріела Соукалова Вероніка Віткова     | 1:08:10.7 (0+0) (0+1) (0+0) (2+3) (0+1) (0+0) (0+2) (0+0) | Росія Катерина Шумілова Анастасія Загоруйко Катерина Юрлова Ольга Подчуфарова    | 1:08:14.6 (0+1) (0+2) (0+2) (0+2) (0+2) (0+0) (0+0) (0+1) |
| Преск-Айл Протокол [Архівовано 16 лютого 2016 у Wayback Machine.]     | Чехія Ева Пускарчикова Луціє Харватова Габріела Соукалова Вероніка Віткова | 1:07:11.0 (0+2) (0+0) (0+2) (1+3) (0+0) (0+2) (0+2) (0+3) | Україна Ірина Варвинець Наталія Бурдига Юлія Джима Олена Підгрушна             | 1:07:36.2 (0+1) (0+1) (0+3) (0+1) (0+1) (0+0) (0+2) (0+3) | Німеччина Франциска Пройс Луїзе Куммер Міріам Гесснер Каролін Горхлер            | 1:07:36.4 (0+0) (0+1) (0+1) (1+3) (0+1) (0+0)             |
| Голменколлен Протокол [Архівовано 12 березня 2016 у Wayback Machine.] | Норвегія Сіннове Солемдаль Фанні Гурн-Біркеланд Тіріл Екгофф Марте Олсбю   | 1:07:10.0 (0+0) (0+0) (0+1) (0+1) (0+0) (0+0) (0+2) (0+2) | Франція Жустін Бреза Анаїс Бескон Анаїс Шевальє Марі Дорен-Абер                | 1:07:15.3 (0+3) (0+2) (0+0) (0+0) (0+0) (0+1) (0+2) (0+0) | Німеччина Франциска Пройс Франціска Гільдебранд Марен Гаммершмідт Лаура Дальмаєр | 1:07:38.6 (0+0) (0+2) (0+0) (0+0) (0+0) (0+2) (0+0) (0+0) |

## Нарахування очок
| Місце | 1  | 2  | 3  | 4  | 5  | 6  | 7  | 8  | 9  | 10 | 11 | 12 | 13 | 14 | 15 | 16 | 17 | 18 | 19 | 20 | 21 | 22 | 23 | 24 | 25 | 26 | 27 | 28 | 29 | 30 | 31 | 32 | 33 | 34 | 35 | 36 | 37 | 38 | 39 | 40 |
| ----- | -- | -- | -- | -- | -- | -- | -- | -- | -- | -- | -- | -- | -- | -- | -- | -- | -- | -- | -- | -- | -- | -- | -- | -- | -- | -- | -- | -- | -- | -- | -- | -- | -- | -- | -- | -- | -- | -- | -- | -- |
| Очки  | 60 | 54 | 48 | 43 | 40 | 38 | 36 | 34 | 32 | 31 | 30 | 29 | 28 | 27 | 26 | 25 | 24 | 23 | 22 | 21 | 20 | 19 | 18 | 17 | 16 | 15 | 14 | 13 | 12 | 11 | 10 | 9  | 8  | 7  | 6  | 5  | 4  | 3  | 2  | 1  |

## Таблиця
| #  | Команда        | ГОХ | РУП | АНТ | ПРЕ | ЧС | Разом |
| -- | -------------- | --- | --- | --- | --- | -- | ----- |
|    | Німеччина      | 54  | 54  | 31  | 48  | 48 | 235   |
| 2  | Україна        | 48  | 60  | 32  | 54  | 40 | 234   |
| 3  | Франція        | 40  | 36  | 60  | 38  | 54 | 228   |
| 4  | Чехія          | 38  | 38  | 54  | 60  | 38 | 228   |
| 5  | Італія         | 60  | 48  | 43  | 40  | 36 | 227   |
| 6  | Польща         | 43  | 34  | 30  | 43  | 43 | 193   |
| 7  | Росія          | 32  | 43  | 48  | 36  | 30 | 189   |
| 8  | Норвегія       | 34  | 40  | 40  | DNS | 60 | 174   |
| 9  | Швеція         | 30  | 30  | 38  | 34  | 31 | 165   |
| 10 | Казахстан      | 27  | 29  | 34  | 30  | 34 | 154   |
| 11 | Білорусь       | 36  | 28  | 36  | 28  | 23 | 151   |
| 12 | Канада         | 31  | 32  | 28  | 24  | 26 | 141   |
| 13 | Швейцарія      | 29  | 27  | 29  | 29  | 25 | 139   |
| 14 | Австрія        | 24  | 23  | 26  | 32  | 29 | 134   |
| 15 | США            | 26  | 25  | 24  | 31  | 28 | 134   |
| 16 | Болгарія       | 22  | 19  | 27  | 25  | 21 | 114   |
| 17 | Румунія        | 21  | 24  | 22  | 27  | 20 | 114   |
| 18 | Литва          | 20  | 21  | 25  | 26  | —  | 92    |
| 19 | Словаччина     | 28  | 31  | —   | DNS | 27 | 86    |
| 20 | Словенія       | 25  | 22  | —   | —   | 32 | 79    |
| 21 | Естонія        | 19  | 20  | 23  | —   | —  | 62    |
| 22 | Фінляндія      | 23  | —   | —   | —   | 24 | 47    |
| 23 | КНР            | —   | 26  | —   | —   | 19 | 45    |
| 24 | Японія         | —   | —   | —   | —   | 22 | 22    |
| 25 | Південна Корея | —   | —   | —   | —   | 18 | 18    |